# Higgajón
Higgajón (= hluboký zvuk, přemýšlení) je v biblické hebrejštině slovo vyskytující se ve spojení se selah. Nejasného významu, asi výzvy k přemýšlení, zastavení se, meditaci nad textem žalmu. V Ž 19,15; je totiž totéž slovo překládáno (v Bibli kralické) jako přemyšlování. Někteří badatelé se domnívají, že je to výzva k hudbě na harfu, připomínající její zvuk, nebo jiný strunný nástroj.